# Taxilejeunea discreta
Taxilejeunea discreta là một loài Rêu trong họ Lejeuneaceae. Loài này được (Lindenb.) R.M. Schust. miêu tả khoa học đầu tiên năm 1963.